# ۱۷۰۲ (میلادی)
۱۷۰۲ (میلادی) هزار و هفتصد  و دومین سال تقویم میلادی است.

## زادگان
- ۱۴ ژانویه - ناکامیکادو، امپراتور ژاپن
- ۱۰ فوریه، کارلو مارکیونی، معمار ایتالیایی
- ۲۷ مارس، یوهان ارنست ابرلین، آهنگساز آلمانی.
- توماس بیز

## درگذشتگان
- حدود ۱۷۰۲ - زیب‌النسا، بزرگترین دختر اورنگ‌زیب عالمگیر پادشاه گورکانی هند و یکی از خوشنویسان و شاعران پارسی‌گوی هند (زاده ۱۶۳۷)
- ۸ مارس (تاریخ خاکسپاری)، یان دبان، نقاش چهره‌نگار هلندی (زاده ۱۶۳۷)
- ۸ مارس - ویلیام سوم انگلستان پادشاه انگلستان، ایرلند، اسکاتلند (زاده ۱۶۵۰)

‎